# Исака, Тацуя
Тацуя Исака (яп. 伊阪 達也 Исака Тацуя, 12 июля 1985, префектура Исикава) — японский актёр. Сыграл роль Ичиго Куросаки в рок-мюзикле «Блич».

## Телевизионные драмы
- Gokusen (2002) — студент 3C класса
- Water Boys (2003) — Нагасаки
- Kamen Rider 555 (2003)
- Genseishin Justiriser (2004—2005) — Датэ Сёта
- Tumbling (2010) — Акабанэ Рэйдзи

## Фильмы
- Ao no Honō
- Riyū (理由)
- Gekijō-ban Chousei Kantai Sazer-X Tatakae! Hoshi no Senshitachi (劇場版 超星艦隊セイザーX 戦え！星の戦士たち)

## Сцена
- Rock Musical BLEACH — Ичиго Куросаки
- Rock Musical BLEACH Saien — Ичиго Куросаки
- Rock Musical BLEACH The Dark of The Bleeding Moon — Ичиго Куросаки
- Rock Musical BLEACH Live Bankai Show Code 001 — Ичиго Куросаки
- Rock Musical BLEACH No Clouds in the Blue Heaven — Ичиго Куросаки
- Rock Musical BLEACH Live bankai Show Code 002 — Ичиго Куросаки
- Rock Musical BLEACH The All — Ичиго Куросаки
- Rock Musical BLEACH Live bankai Show Code 003 — Ичиго Куросаки
- ROCK MUSICAL BLEACH THE FILM FES
- ROBOTICS;NOTES
- Moonlight Rambler